# Grammadera steinbachi
Grammadera steinbachi är en insektsart som beskrevs av Bruner, L. 1915. Grammadera steinbachi ingår i släktet Grammadera och familjen vårtbitare. Inga underarter finns listade i Catalogue of Life.